# Acta Astronomica
Acta Astronomica is een internationaal, aan collegiale toetsing onderworpen wetenschappelijk tijdschrift op het gebied van de astronomie. Het verschijnt 4 keer per jaar.
Het eerste nummer verscheen in 1956.